# Assimiou Touré
Pour les articles homonymes, voir Touré.
Assimiou Touré, né le 1er janvier 1988 à Sokodé, est un footballeur togolais. Il joue au poste de défenseur avec l'équipe du Togo et le club de l'Arminia Bielefeld.

## Carrière

### En équipe nationale
Il a joué tout d'abord deux fois avec l'équipe d'Allemagne des moins de 18 ans.
Assimiou participe à la Coupe du monde 2006 avec l'équipe du Togo.

## Palmarès
Vierge